# 普羅斯佩克特山
77°30′S 161°52′E / 77.500°S 161.867°E
普羅斯佩克特山（Prospect Mesa），是南極洲的山峰，位於維多利亞地，由威靈頓維多利亞大學的探險隊以地質學家命名，現時由南極條約體系管理。